# Gerd Rinesberch
Gerd Rinesberch, auch Rinesberg, historisch Ghert Rynesberch, (* vor  1316 vermutlich in Bremen; † 1406 ebenda) war ein Vikar und Chronist. Zusammen mit Herbord Schene verfasste er die erste niederdeutsche Stadtchronik Bremens.

## Leben
Gert Rynesberch war wahrscheinlich der Sohn des Ratsherrn Reiner Rynesberch, der wiederum einem Zweig der Familie Rynesberg entstammte, die Herren von Gut Riensberg waren. Er war erst seit 1365 Vikar am Bremer Dom und auch Vikar an der St.-Ansgarii-Kirche. Er wurde zudem als rechtskundiger Prokurator des Dompropstes tätig.
Bekannt wurde er durch die Bremer Chronik, die er zusammen mit dem Kanoniker Herbord Schene verfasste, die Peter Koster als Schenen und Rynsbergen Chronica und als Schenen Chronica bezeichnete und die Ausgangspunkt weiterer Stadtchroniken in Bremen war.
Wohl im Auftrag des Bremer Rates begannen sie eine Geschichte der Bremer Erzbischöfe zu schreiben, doch entwickelte sich daraus auf Hinweise oder Drängen eines guten Freundes (ein gudt frundt), eine Geschichte der Stadt.
Neben Urkunden, den Viten der Bischöfe und lokaler Überlieferung nutzten sie eine von 1112 bis 1276 reichende Fassung der Lübecker Chronik. Den Anfang machte eine Übersetzung vom Lateinischen ins Niederdeutsche der beim Tod von Erzbischof Giselbert fertiggestellten Historia archiepiscoporum Bremensium. Allerdings weist die Übersetzung Missverständnisse auf. Von erheblich größerer Bedeutung sind die sich anschließenden Beschreibungen lokaler Ereignisse, die ein eigenständiges Werk darstellen.
Johann Hemeling, 1405 bis 1410 Bürgermeister von Bremen, versah die Chronik mit zahlreichen Einfügungen in einer tendenziösen Bearbeitung.
Rinesberch starb im Alter von mindestens 90 Jahren.

## Werke
- Die Bremische bzw. Bremer Chronik:
  - Bremische Chronik des Gerhard Rynesberch und des Herbord Schene (Erstdruck) als Kap. III, in: Johann Martin Lappenberg: Geschichtsquellen des Erzstiftes und der Stadt Bremen (1841) Digitalisat MDZ München.
  - Gerd Rinesberch und Herbord Schene: Bremer Chronik. In: Bremen. Die Chroniken der niedersächsischen Städte (37. Band), Historische Kommission bei der Bayerischen Akademie der Wissenschaften durch Hermann Meinert (Hrsg.), Carl Schünemann Verlag, Bremen 1968.